# Paulini
Zakon Świętego Pawła Pierwszego Pustelnika (potocznie paulini, łac. Ordo Sancti Pauli Primi Eremitae, skrót zakonny: OSPPE) – zakon założony w roku 1215 (tak podaje Annuario Pontificio) lub 1225 na Węgrzech przez bł. Euzebiusza z Ostrzyhomia. Nazwa zakonu wywodzi się od św. Pawła z Teb, pierwszego uznanego przez Kościół katolicki pustelnika, a także przez wszystkie Kościoły apostolskie. 13 grudnia 1308 italski franciszkanin kardynał Gentilis de Monte Florido, legat papieża Klemensa V, nadał zakonowi w imieniu Stolicy Apostolskiej regułę św. Augustyna, a rok później zatwierdził pierwsze zakonne konstytucje.
Celem zakonu jest kontemplacja, modlitwa, pokuta, upowszechnianie kultu maryjnego oraz sprawowanie sakramentu pokuty i pojednania. Zawołanie zakonu brzmi: „Solus cum Deo solo” (sam na sam z Bogiem).
Zakon składa się w większości z polskich braci i ojców zakonnych, którzy są obecni we wszystkich prowincjach paulińskich na świecie. Zarząd generalny paulinów znajduje się w Polsce przy ul. o. Augustyna Kordeckiego 2 w Częstochowie.

## Zarząd Generalny (Definitorium)
Kapituła Generalna Wyborcza 4 marca 2020 roku dokonała następujących wyborów:
| Zarząd Generalny Zakonu Świętego Pawła Pierwszego Pustelnika |                                                |                                  |
| Funkcja                                                      | Funkcja                                        | Zakonnik                         |
| Generał zakonu                                               | Generał zakonu                                 | o. dr Arnold Chrapkowski         |
| Wikariusz generalny – I definitor                            | Wikariusz generalny – I definitor              | o. dr Michał Lukoszek            |
| Definitorzy (Dyskreci)                                       | II definitor                                   | o. Ryszard Dec                   |
| Definitorzy (Dyskreci)                                       | III definitor                                  | o. Piotr Łoza                    |
| Definitorzy (Dyskreci)                                       | IV definitor                                   | br. Bernard Kluczkowski          |
| Prokurator generalny przy Stolicy Apostolskiej               | Prokurator generalny przy Stolicy Apostolskiej | o. prof. dr hab. Bazyli Degórski |
| Administrator generalny                                      | Administrator generalny                        | o. Marek Moga                    |
| Sekretarz generalny                                          | Sekretarz generalny                            | o. Bartłomiej Maziarka           |

Kadencja Definitorium trwa 6 lat.

## Herb
Herb paulinów nawiązuje zawartymi na nim symbolami do tradycji podanej przez św. Hieronima opisującej dziewięćdziesięcioletni pobyt św. Pawła na pustyni.
| Element herbu                      | Nawiązanie do tradycji pustelniczego życia św. Pawła (według podań)  |
| palma daktylowa                    | św. Paweł Pierwszy Pustelnik wytwarzał ubranie z jej liści           |
| palma daktylowa                    | owoce tego drzewa stanowiły pożywienie dla świętego                  |
| kruk z bochenkiem chleba w dziobie | ptak ten codziennie przynosił połowę chleba świętemu                 |
| lwy                                | dwa lwy wykopały grób dla św. Pawła, w którym pochował go św. Antoni |

## Paulini w Polsce
Paulini zostali sprowadzeni do Polski przez Władysława Opolczyka z Węgier w latach 1367–1372.

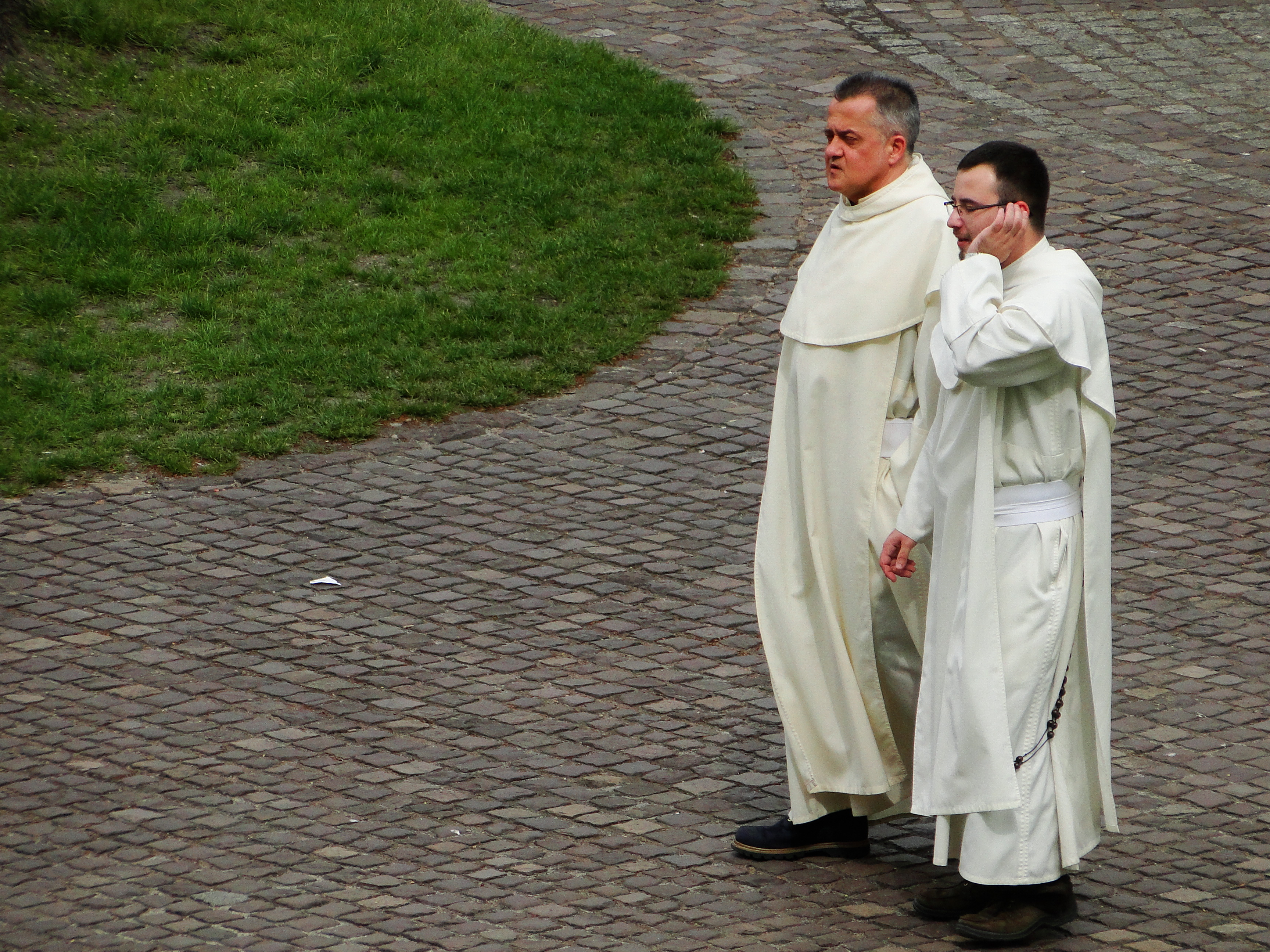
Krakowscy zakonnicy

Obecnie najbardziej znane klasztory paulinów w Polsce znajdują się w Częstochowie na Jasnej Górze oraz na Skałce w Krakowie. W Polsce ma swoją siedzibę także Kuria Generalna – naczelna władza Zakonu, na której czele stoi Generał Zakonu. W Żarkach Leśniowie znajduje się klasztor nowicjacki Zakonu. Zakon posiada też własną uczelnię: Wyższe Seminarium Duchowne Zakonu Paulinów, znajdujące się przy klasztorze na Skałce w Krakowie.
W 2006 zakon ojców paulinów otrzymał nagrodę Kustosz Pamięci Narodowej.
| Placówki Zakonu Świętego Pawła Pierwszego Pustelnika w Polsce |                                   |                       |                                                  |
| Lp.                                                           | Placówka                          | Diecezja              | Uwagi                                            |
| 1.                                                            | Jasna Góra w Częstochowie         | częstochowska         | Główne Sanktuarium paulińskie, siedziba generała |
| 2.                                                            | Skałka w Krakowie                 | krakowska             | Wyższe Seminarium Duchowne Zakonu                |
| 3.                                                            | Leśniów-Żarki                     | częstochowska         | Nowicjat pauliński                               |
| 4.                                                            | Bachledówka                       | krakowska             | Sanktuarium bł. kard. Stefana Wyszyńskiego       |
| 5.                                                            | Biechowo                          | gnieźnieńska          |                                                  |
| 6.                                                            | Brdów                             | włocławska            |                                                  |
| 7.                                                            | Częstochowa (Kościół św. Barbary) | częstochowska         |                                                  |
| 8.                                                            | Leśna Podlaska                    | siedlecka             |                                                  |
| 9.                                                            | Łęczeszyce                        | warszawska            | Parafia św. Jana Chrzciciela w Łęczeszycach      |
| 10.                                                           | Łódź                              | łódzka                | Parafia Dobrego Pasterza w Łodzi                 |
| 11.                                                           | Łukęcin                           | szczecińsko-kamieńska |                                                  |
| 12.                                                           | Mochów-Pauliny                    | opolska               |                                                  |
| 13.                                                           | Oporów                            | łowicka               |                                                  |
| 14.                                                           | Skórzewo                          | poznańska             |                                                  |
| 15.                                                           | Stara Błotnica                    | radomska              |                                                  |
| 16.                                                           | Świdnica                          | świdnicka             |                                                  |
| 17.                                                           | Toruń                             | toruńska              |                                                  |
| 18.                                                           | Warszawa                          | warszawska            |                                                  |
| 19.                                                           | Wągrowiec                         | gnieźnieńska          |                                                  |
| 20.                                                           | Wielgomłyny                       | częstochowska         |                                                  |
| 21.                                                           | Wieruszów                         | kaliska               |                                                  |
| 22.                                                           | Włodawa                           | siedlecka             |                                                  |
| 23.                                                           | Wrocław                           | wrocławska            |                                                  |

## Formacja paulinów w Polsce
Mężczyźni po maturze oraz po każdych studiach świeckich mogą zostać kapłanem zakonnym, zwanym też ojcem zakonnym. Aby osiągnąć ten cel, obowiązkowe jest dalsze kształcenie zwane formacją zakonną:

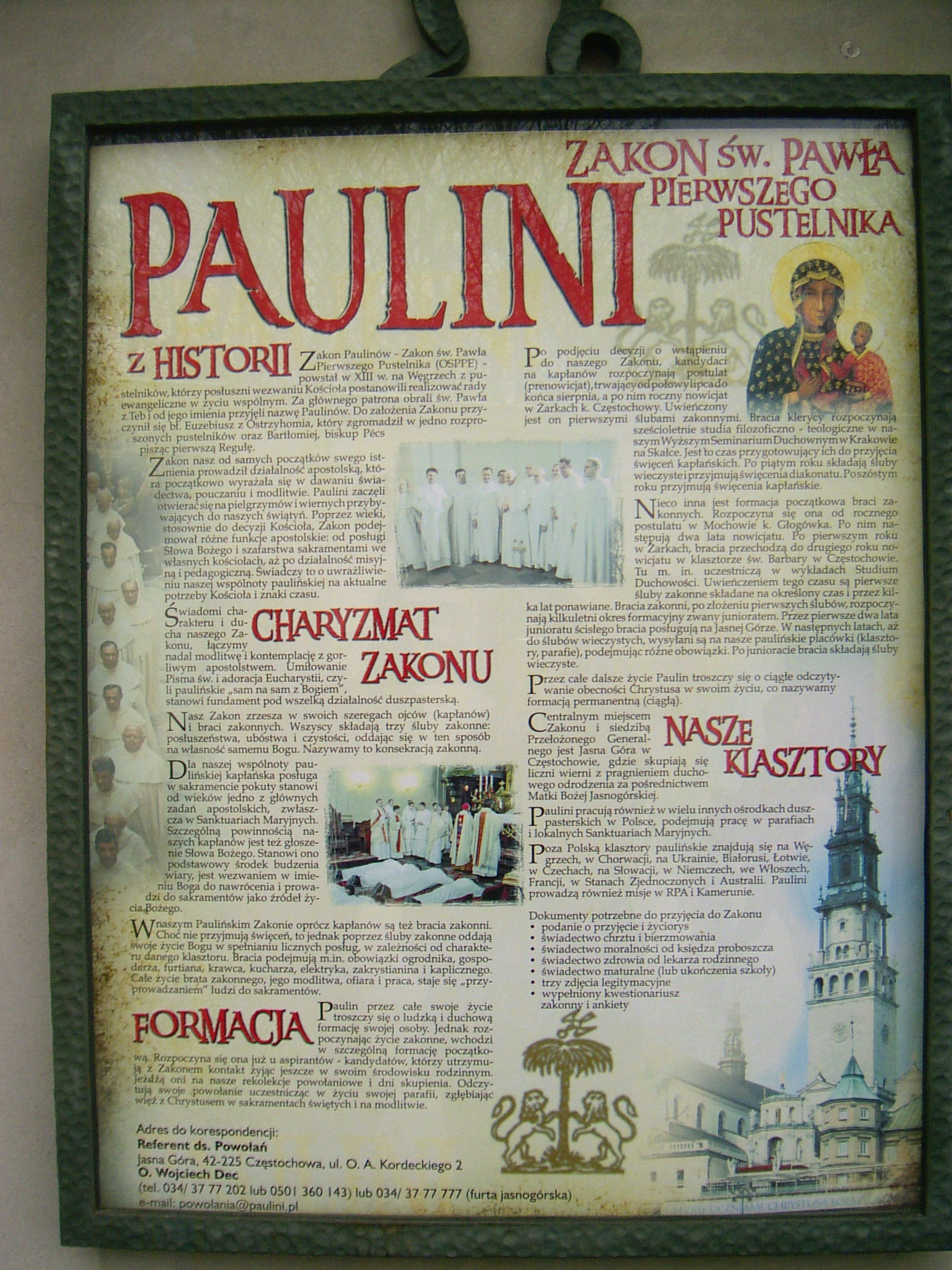
Plakat informacyjny o zakonie

- Prenowicjat na Skałce w Krakowie trwający od połowy lipca do 31 sierpnia.
- Nowicjat w Żarkach-Leśniowie, trwający rok. Podczas tego okresu, w dniu 8 grudnia, w uroczystość Niepokalanego Poczęcie Najświętszej Maryi Panny otrzymuje się habit zakonny podczas ceremonii obłóczyn[2]. Nowicjat wieńczy złożenie pierwszej profesji zakonnej w dniu święta Narodzenia NMP (8 września).
- 2 lata studiów filozoficznych i 4 lata studiów teologicznych w Wyższym Seminarium Duchownym oo. Paulinów w Krakowie na Skałce, zakończonych złożeniem ślubów wieczystych (na V roku) i przyjęciem święceń kapłańskich[2].

Mężczyźni bez wykształcenia średniego i matury, a także legitymujący się takim wykształceniem lub wyższym, lecz niechcący przyjmować święceń kapłańskich, mogą zostać dożywotnio braćmi zakonnymi. W tym celu odbywają następujące etapy szkolenia:
- Postulat na Jasnej Górze, który trwa rok,
- dwuletni okres nowicjatu, w Żarkach-Leśniowie,
- dwa lata junioratu ścisłego w Krakowie na Skałce,
- dwa lata junioratu w wyznaczonej przez przełożonych placówce, który kończy się złożeniem ślubów wieczystych.

W junioracie, kandydaci na braci zakonnych, wykonują wszystkie obowiązki, konieczne do właściwego funkcjonowania klasztoru, takie jak: zakrystian, opiekun refektarza, kucharz, zaopatrzeniowiec, elektryk, realizator dźwięku w Radiu Jasna Góra, sprzątacz i wiele innych prac, w zależności od posiadanych kwalifikacji przed wstąpieniem do zakonu oraz predyspozycji.
Aby zostać klerykiem zakonnym, konieczne jest odbycie okresu wstępnego, nowicjatu w charakterze nowicjusza, określanego też mianem brata zakonnego. Czas ten polega na odizolowaniu kandydata na kleryka od osobistych i telefonicznych kontaktów z rodziną i dotychczasowymi przyjaciółmi. Nowicjusz może pisać listy, które podlegają cenzurze. W czasie trwania nowicjatu nowicjusze spotykają się ze swoimi bliskimi tylko jeden raz, w dniu obłóczyn. W okresie nowicjatu każdy piątek jest dniem, w czasie którego nowicjuszom nie wolno rozmawiać ze sobą. Dzień ten kończy się wspólną ceremonią, drogą krzyżową. W czasie pobytu w nowicjacie bracia wykonują wszystkie prace w przyklasztornym gospodarstwie rolnym: pracują m.in. na polu przy kopaniu ziemniaków, przy hodowli świń. Wykonują też prace w przyklasztornym ogrodzie kwiatowo-warzywnym. Okres spędzony w nowicjacie ma na celu wyrobieniu sobie przez kandydata opinii o słuszności swojej decyzji zostania zakonnikiem. Jest to też okres, w którym starsi zakonnicy oceniają przydatność kandydata do życia w zakonie.

## Paulini na świecie
Poza Polską klasztory zakonu paulinów znajdują się w Wielkiej Brytanii, na Białorusi (Korelicze i Homel), w Chorwacji, w Czechach (Ostrawa), na Łotwie (Windawa), w Niemczech, na Słowacji, na Ukrainie, na Węgrzech, we Włoszech, w Hiszpanii, a także w Australii i w Stanach Zjednoczonych, w Rumunii.
Po inwazji Rosji na Ukrainę paulini musieli w 2022 r. opuścić klasztor w Mariupolu, który został przekształcony w siedzibę władz  tzw. Donieckiej Republiki Ludowej. Pozostali jednak w klasztorach w Kamieńcu Podolskim, Satanowie, Browarach i Różynie.
Paulini prowadzą misje w Południowej Afryce i w Kamerunie.
Za granicą istnieją następujące prowincje i vice-prowincje:
- Prowincja Niemiecka[9], założona w 2002 roku. 14 kwietnia 2008 prowincjałem został o. Mirosław Legawiec. 29 marca 2011 roku w czasie III kapituły prowincjalnej wyborczej Niemieckiej Prowincji Zakonu Paulinów został ponownie wybrany prowincjałem na drugą trzyletnią kadencję. Na początku marca 2014 roku, podczas IV kapituły prowincjalnej wyborczej Niemieckiej Prowincji Zakonu Paulinów, wybrano na urząd prowincjała o. Piotra Dusia (dotychczasowego wikariusza Prowincji Niemieckiej). Sprawował on urząd prowincjała przez 2 trzyletnie kadencje[10]. Od czerwca 2020 roku nowym prowincjałem jest o. Beniamin Bąkowski[11][12].
- Prowincja Amerykańska[13], założona w 2008 roku. Od listopada 2017 roku prowincjałem jest o. Tadeusz Lizińczyk[14].
- Prowincja Australijska, założona w 2008 roku. Od 16 stycznia 2009 roku do 19 stycznia 2015 roku prowincjałem był o. Wiesław Waśniowski, a od 19 stycznia 2015 roku prowincjałem jest o. Jarosław Zań.
- Vice-prowincja Węgierska[15].
- Vice-prowincja Chorwacka
- Vice-prowincja Słowacka

## Biskupi paulińscy
Zakon Świętego Pawła Pierwszego Pustelnika dał Kościołowi 1 kardynała, 2 arcybiskupów i 12 biskupów.
Obecnie żyje trzech paulinów-biskupów. Są nimi:
- Łukasz Buzun – biskup pomocniczy kaliski (Polska) od 2014
- Stanisław Dziuba[17] – biskup Umzimkulu (RPA) od 2008
- Columba Macbeth-Green – biskup Wilcannia-Forbes (Australia) od 2014

Jedynym kardynałem z Zakonu Świętego Pawła Pierwszego Pustelnika był Chorwat Jerzy Utiešenović, ustanowiony w 1551.

## Konfraternia Zakonu Paulinów
Przynależność do Konfraterni Zakonu Paulinów zależy od decyzji Ojca Generała; godność ta jest przyznawana za wyświadczone dobrodziejstwa lub ścisły związek z Zakonem. Inną przyznawaną godnością jest tytuł Przyjaciel Zakonu Świętego Pawła Pierwszego Pustelnika.
Do Konfraterni zostali przyjęci m.in.:

- król Kazimierz Jagiellończyk
- książę Jerzy Dominik Lubomirski
- ks. kanonik Jan Długosz
- kompozytor prof. Józef Elsner
- pisarz Henryk Sienkiewicz
- pisarz Józef Ignacy Kraszewski
- prymas Polski, kard. Stefan Wyszyński
- św. abp Józef Bilczewski
- bp Jan Zaręba
- abp Bronisław Dąbrowski
- kard. Józef Glemp
- kard. Franciszek Macharski
- kard. Henryk Gulbinowicz
- bp Andrzej Suski
- abp Celestino Migliore, nuncjusz apostolski w Polsce
- Jan Kulczyk (od 2008)[18]
- o. Tadeusz Rydzyk CSsR (od 2012)[19]
- abp Stanisław Nowak
- bp Antoni Długosz
- bp Jan Wątroba
- abp Wacław Depo (od 2012)[20].
- kard. Stanisław Dziwisz
- kard. Stanisław Ryłko
- kard. Kazimierz Nycz
- ks. prałat prof. dr hab. Marian Włosiński
- prezydent RP na Uchodźstwie Ryszard Kaczorowski
- prezydent RP Lech Wałęsa
- prof. dr hab. Remigiusz Pośpiech
- prof. dr hab. Jerzy Wojtczak-Szyszkowski
- Wojciech Kilar[21]
- kard. Josip Bozanić
- abp Stanisław Gądecki
- ks. prałat Krzysztof Nykiel
- ks. prałat Stanisław Kardasz[22]
- bp Andrzej Przybylski[23]
- prymas Polski, abp Wojciech Polak[24]